# Davide Cocco Palmieri
Davide Cocco Palmieri – włoski rzymskokatolicki prałat, który służył jako biskup Malty od roku 1684 do 1711.

## Biografia
Cocco Palmieri urodził się w południowych Włoszech w marcu 1632 roku. Został wyświęcony na kapłana Suwerennego Rycerskiego Zakonu św. Jana 24 lutego 1657 roku. Dwa lata po przeniesieniu biskupa Moliny do innej diecezji w Hiszpanii, 15 maja 1684 roku papież Innocenty XI mianował Cocco Palmieriego jego następcą. Sakrę biskupią otrzymał 4 czerwca tego roku. Cocco Palmieri był bardzo ceniony przez Wielkiego Mistrza Alofa de Wignacourt. Podczas swojego biskupstwa Cocco Palmieri sprzeciwiał się przywilejom inkwizytorów. Był także znany ze swojej odwagi, by stawić czoła rycerzom, gdy się mylili.
Cocco Palmieri ustanowił nowe parafie na Gozo, takie, jak Sannat, Nadur, Xagħra i Żebbuġ. Trzęsienie ziemi w roku 1693 pozostawiło zniszczonych wiele budynków, w tym katedrę w Mdinie. Biskup zaczął więc obmyślać plany budowy nowej świątyni. Zmarł 19 września 1711 roku, po 23 latach biskupstwa.